# Itoplectis discrepans
Itoplectis discrepans là một loài tò vò trong họ Ichneumonidae.